# Drain Life
Drain Life is een Nederlandse metalcoreband uit Rotterdam, opgericht in 1996.
De vijfkoppige band werd beïnvloed door hardcore, deathmetal en thrashmetal. Eind 1996 werden ze vooral beïnvloed door New York hardcore en ook de vegan metalcore van die tijd. Door de vele bandleden die kwamen en gingen, kwam de band in het begin niet echt van de grond. Men zou kunnen stellen dat de echte start pas in 2003 was, toen drummer Joël van Gelderen zich bij de twee meest toegewijde leden, gitarist Jonathan Merrelaar en zanger Yorick Dolfing, aansloot en hiermee de aanstoot gaf tot een voortgang. Anno 2011 bestaat de band nog steeds uit voornoemde leden, met daarbij versterking van bassist Martin Fens en gitarist Paulo Romeyn. De band speelt een mengeling van allerlei stijlen hardcore en thrashmetal met invloeden van onder andere Bolt Thrower en Six Feet Under, van de laatste vooral uit de jaren negentig.

## Band
- Yorick 'York' Dolfing - zanger
- Jonathan Merrelaar - gitarist
- Michiel Gossens - gitarist
- Richard van der Torre - bassist
- Joël van Gelderen - drummer

## Discografie
- Drowning in Hatred - (2000 - cd, RedPack Recordings) - demo
- A Plague Called Society - (2004 - mcd, RedPack Recordings) - EP
- A Prospect Of Despair - (2010 - elpee/cd, CrossFire Cult Records) - album
- Revelations of the Enslaved - (2012 - elpee/cd, Clenched Fist Records) - album

## Externe bron
- Interview met zanger Yorick Dolfing uit 2010